# 2010-е

## Догађаји и трендови
- Почео рат на истоку Украјине (2014—).
- Завршен рат у Ираку 2011. године, који је почео у прошлој деценији.
- Десиле се поплаве на Балкану 2014. године.
- Војна интервенција против Исламске Државе (2014—).

## Култура

### Музика
- је песма која је ушла у историју музике 21. века освојивши преко 2 милијарде прегледа на сајту Јутјуб.

### Технологија
- Почетком деценије, у нашим пределима постаје истакнут бежични интернет, као приступ интернету на рачунарима, мобилним телефонима и играчкама конзоле. Такође, захваљујући Скајпу, Виндоус лајв месенџеру или некој другој друштвеној мрежи, у могућности смо чак да позовемо некога са друге стране океана и причамо са њим и гледамо се преко камере, што представља смањене трошкове и повећану ефикасност.
- Компанија Епл издаје Ајфон 6 Плус 2014. године, који је највероватније направљен од алуминијума, те се може пресавити.

### Спорт
- Најбољи фудбалери света су Кристијано Роналдо и Лионел Меси.
- Најбољи тенисер света је Новак Ђоковић, а многи га сматрају и једним од најбољих тенисера у историји.